# 시얄리 라맘리타 랑가나단
시얄리 라맘리타 랑가나단(영어: Shiyali Ramamrita Ranganathan, 힌디어: एस आर रंगनाथन)은 인도의 사서이자 문헌정보학자로, 1928년 인도의 마드라스 도서관 협회를 창립하고, 1931년 도서관학의 5법칙을 발표하는 등 현대 문헌정보학과 도서관학의 기틀을 잡았다. 

## 같이 보기
- 콜론 분류법
- 5대 도서관학 법칙